# بارغوزين (بورجاتيجا)
بارغوزين (بالروسية: Баргузин) هي مدينة في جمهورية بورياتيا في روسيا.
يبلغ عدد سكانها حوالي 6002  نسمة.